# River Beane
Der River Beane ist ein Wasserlauf in Hertfordshire, England. Er entsteht südlich von Roe Green und fließt in südlicher Richtung östlich an Stevenage vorbei bis zu seiner Mündung in den River Lea im Norden von Hertford.